# Cautes und Cautopates

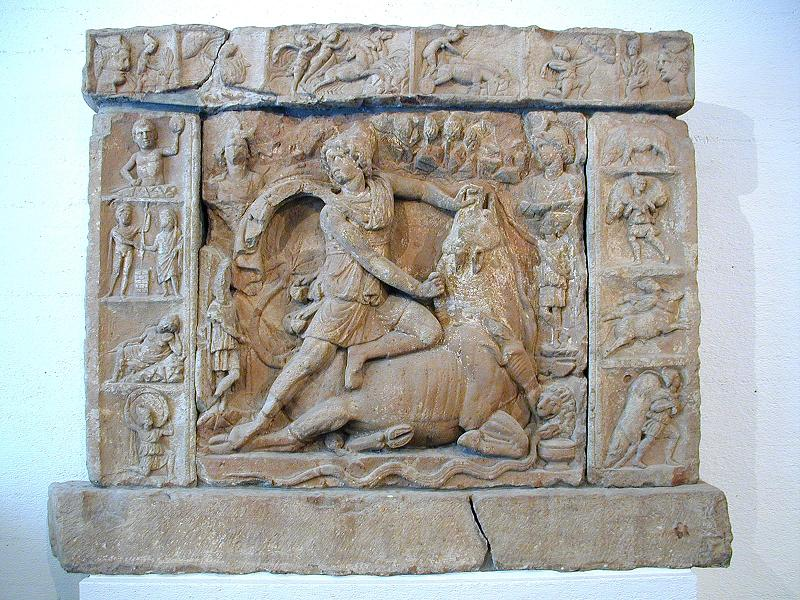
Tauroktonie-Relief aus Heidelberg-Neuenheim. Links Cautopates, rechts, etwas erhöht, Cautes

Cautes und Cautopates (auch Cautepates) sind im Mithras-Kult zwei Fackeln tragende Gestalten, die als Begleiter für den Gott (oder Heros) Mithras in Erscheinung treten. Sie treten stets paarweise auf und sind fast identisch dargestellt, wobei jedoch Cautes die Fackel nach oben, Cautopates hingegen die Fackel nach unten hält.

## Darstellung

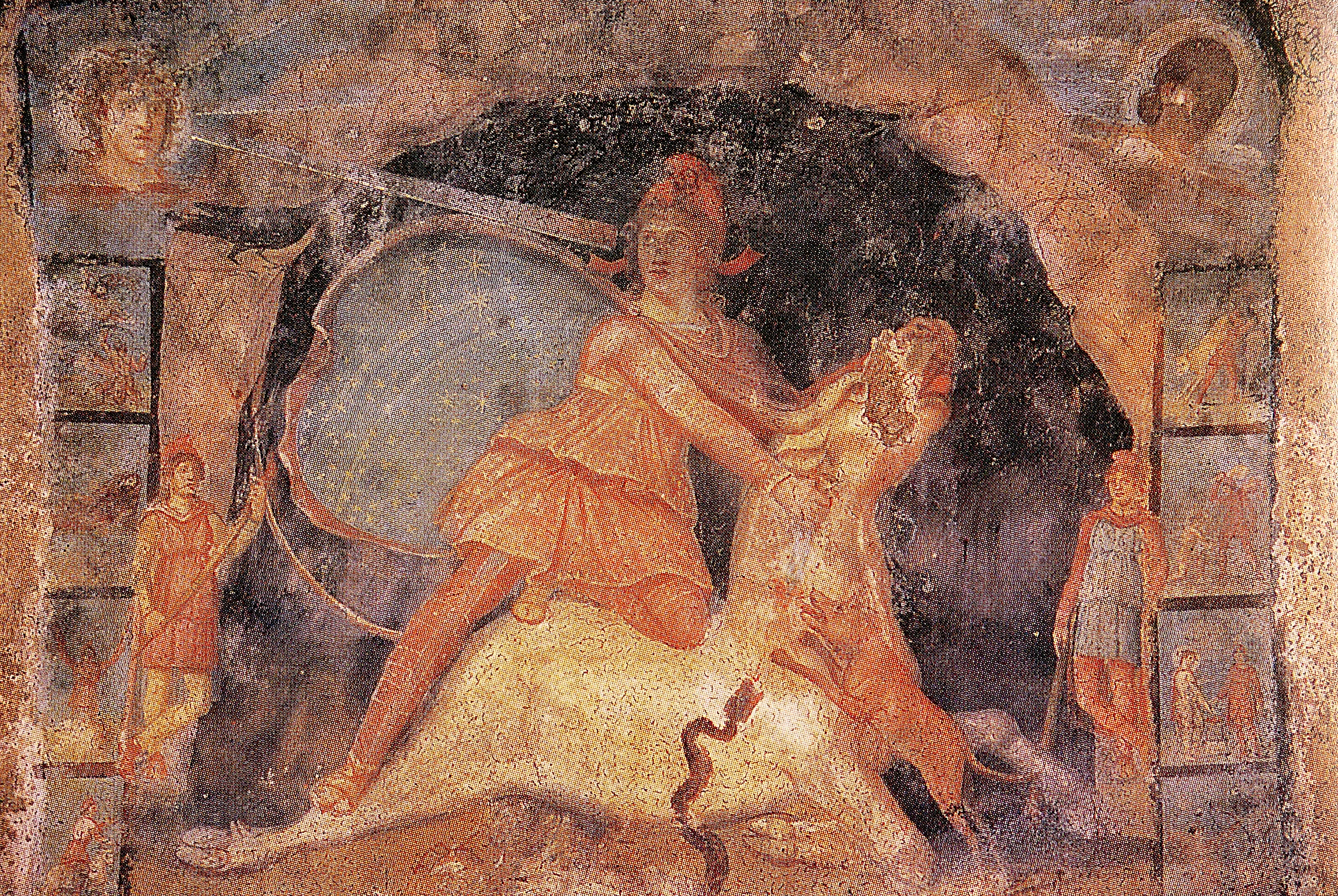
Mithras tötet den Stier. An den Seiten stehen Cautes (links) und Cautopates (rechts). Fresko aus dem Mithräum in Marino, ca. 200 n.C.

Auf fast allen Tauroktonie-Darstellungen, den kultischen Stiertötungs-Bildern in Mithräen, stehen Cautes und Cautopates, ihre Fackeln nach oben bzw. unten haltend, an den Seiten des Bildes, üblicherweise mit überkreuzten Beinen. Beide sind im Allgemeinen kleiner als Mithras dargestellt. In der Mehrzahl der Fälle befindet sich dabei Cautopates auf der linken und Cautes auf der rechten Seite. Es gibt aber auch etwa fünfzig Reliefs, auf denen Cautes links und Cautopates rechts platziert sind. In ganz wenigen Fällen finden sich beide gemeinsam auf einer Seite, hinter dem Stier. Gelegentlich ist außerdem einer der beiden erhöht dargestellt, meistens Cautes, wie auf dem Relief aus Heidelberg-Neuenheim.
Zusätzlich zu ihrem fast obligaten Erscheinen auf den Bildern der Stiertötung wurden Cautes und Cautopates oft auch Einzeldarstellungen auf kleineren Altären gewidmet, die meist paarweise in Mithräen errichtet wurden.

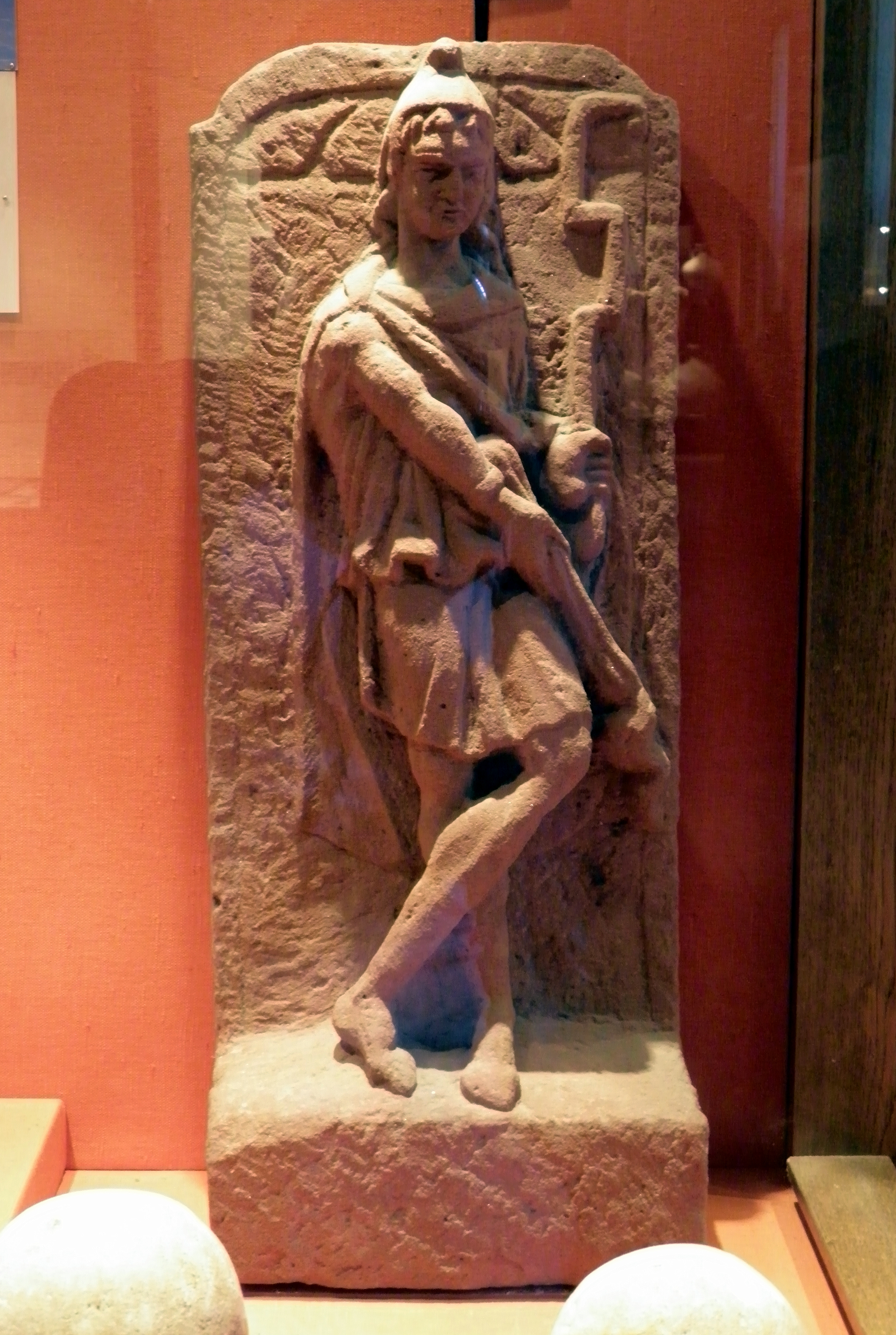
Einzeldarstellung des Cautopates aus dem Mithräum in Stockstadt
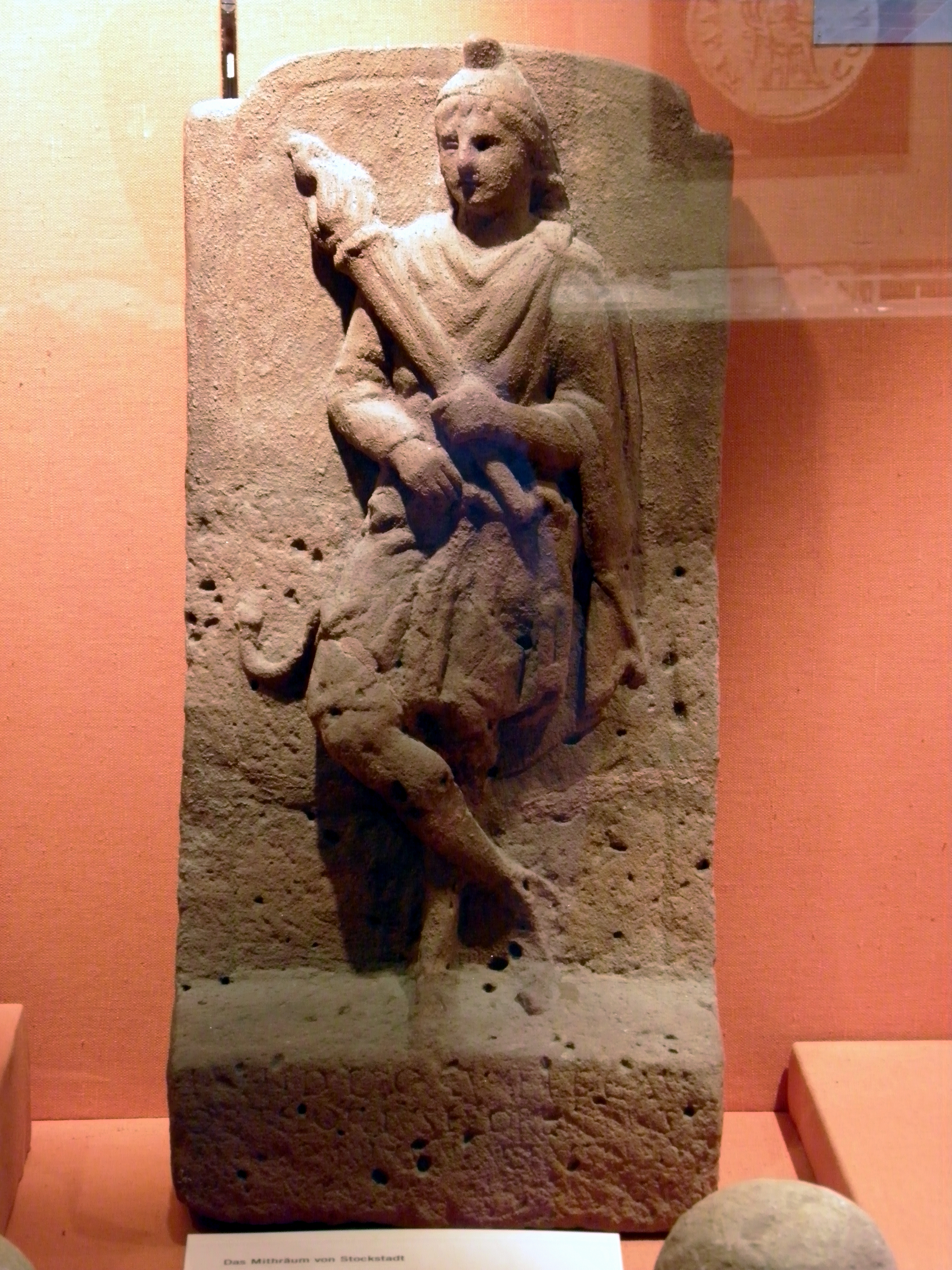
Einzeldarstellung des Cautes aus Stockstadt

Gelegentlich, wie etwa auf den Einzelreliefs aus Stockstadt zu erkennen, tragen Cautes und Cautopates zusätzlich zu ihren Fackeln auch noch schlüsselartige Gegenstände in der jeweils freien Hand. Die genaue Bedeutung ist nicht geklärt. Teilweise wird der betreffende Gegenstand auch als Hirtenstab gedeutet, oder als Gnomon oder Bratspieß.
Beide Fackelträger sind normalerweise mit Tuniken und phrygischen Mützen bekleidet, so wie auch Mithras selbst. Auf farbigen Darstellungen (Fresken oder Reliefs mit erhaltenen Farbspuren) lässt sich erkennen, dass die Farbe ihrer Kleidung oft unterschiedlich ist – während Cautes, der Lichtbringer, warme, helle Farben trägt (etwa rot oder gelb), findet sich Cautopates, mit der erlöschenden, gesenkten Fackel, in kühle, dunkle Farben gekleidet (wie grau oder dunkelblau).

## Deutungen
In der persischen Mythologie (Mihr yašt) wird Mithra auf seinem Weg über den Himmel von Rašnu und Sraoša, den Göttern der Gerechtigkeit, begleitet. Am Tage und in der Nacht wechseln sie dabei ihre Positionen. Möglicherweise stellt diese Art der Verbindung einen Präzedenzfall für alle Begleiter des Mithra (bzw. auch Mitra) oder Mithras dar, auch wenn die genaue Beziehung zwischen dem persischen Mithra- und dem römischen Mithraskult noch nicht endgültig geklärt ist.
Die erhobene und die gesenkte Fackel im römischen Mithraskult könnten die Sonne symbolisieren, die am Morgen im Osten aufgeht und am Abend im Westen untergeht. Nach dieser Deutung steht Cautes für die aufgehende Sonne, den Osten, den Tag, das Licht, die Hoffnung und das Leben. Ihm wird der Aldebaran, ein Stern im Sternbild des Stieres, zugeordnet, durch dessen Überwindung der Frühling zurückkehrt. Dieses Sternbild wurde in der Antike dem Sommer zugerechnet. Cautopates hingegen symbolisiert dann die untergehende Sonne, den Westen, die Nacht, Leiden und Tod. Er wird mit dem Antares im Sternbild des Skorpions in Zusammenhang gebracht, der in der Antike den Beginn des Winters anzeigte.
Merkelbach wiederum assoziiert in seinem Schema der Weihegrade Cautopates mit dem 5. Grad (dem Perses, deutsch "Perser"), mit der Mondgöttin Luna sowie mit dem Abendstern (Hesperus), und Cautes mit dem 6. Weihegrad (dem Heliodromus, deutsch "Sonnenläufer"), dem Sonnengott Sol sowie mit dem Morgenstern (Lucifer).
Nach der Deutung des Mithrasforschers David Ulansey symbolisieren Cautes und Cautopates die Tag-und-Nacht-Gleichen im Jahreslauf. Cautes mit der erhobenen Fackel stellt die Frühlings-Tag-und-Nacht-Gleiche dar, Cautopates mit der gesenkten Fackel die Herbst-Tag-und-Nacht-Gleiche. Ihre gekreuzte Beinhaltung symbolisiert den Schnittpunkt des Himmelsäquators mit der Ekliptik am Frühlings- und Herbstpunkt.
Die Namensherkunft und -bedeutung von "Cautes" und "Cautopates" ist nicht eindeutig geklärt. Unklar ist auch, ob es sich bei ihnen um eigenständige Gottheiten oder aber um Fackelträger, Opferhelfer oder Diener des Mithras handelt. Vermaseren schlägt vor, unter anderem aufgrund ihrer ähnlichen Kleidung und eines Reliefs aus Dieburg, das drei Gestalten mit phrygischen Mützen zeigt, die anscheinend gemeinsam aus einer Baumkrone geboren werden, so wie sonst oft Mithras alleine, sie könnten auch unterschiedliche Aspekte desselben Gottes darstellen, also gemeinsam mit Mithras eine Art Trinitas bilden.

## Ähnliche Paare
Auch in vielen anderen Mythologien gibt es Paare, oft Geschwister oder sogar Zwillinge, die durch ihre Gegensätzlichkeit den Dualismus symbolisieren. So gibt es in der biblischen Geschichte Kain und Abel, in der Geschichte der römischen Namensgebung Romulus und Remus, oder in der griechischen Mythologie die Dioskuren Kastor und Polydeukes.